# Santa Eulália de Rio Covo
Santa Eulália de Rio Covo ist ein Ort und eine ehemalige Gemeinde (Freguesia) im nordportugiesischen Kreis Barcelos. Die Gemeinde hatte 976 Einwohner (Stand 30. Juni 2011).
Im Zuge der Gebietsreform am 29. September 2013 wurden die Gemeinden Rio Covo (Santa Eulália) und Silveiros zur neuen Gemeinde União das Freguesias de Silveiros e Rio Covo (Santa Eulália) zusammengefasst.